# Hans Pilder
Hans Pilder (* 17. Oktober 1885 in Bromberg; † 20. Mai 1950 in Leonberg) war ein deutscher Banker. Er war unter anderem von 1941 bis 1944 Vorstandsmitglied der Dresdner Bank.

## Leben und Tätigkeit

### Frühes Leben und Erster Weltkrieg
Pilder war der Sohn eines Architekten. Nach dem Besuch eines Gymnasiums in Berlin studierte er von 1905 bis 1909 Staatswissenschaften, Geschichte und Volkswirtschaft in Berlin. Er wurde Mitglied der Burschenschaft Saxonia Berlin im ADB. 1909 wurde Pilder mit einer Arbeit über die Russisch-Amerikanische Handels-Kompanie bis 1825 in Berlin promoviert. Die Arbeit wurde 1914 als Fachbuch veröffentlicht.
Ab 1909 absolvierte Pilder eine Lehrzeit bei der Deutschen Orientbank A.G. in Berlin. Für diese Bank war er anschließend von 1909 bis 1914 als Beamter in Ägypten tätig.
Während des Ersten Weltkrieges war Pilder von 1914 bis 1918 Einkäufer für die Armee in Österreich und Rumänien und Landesrat bei der deutschen Militärverwaltung in Bukarest.

### Weimarer Republik
Von Juli 1918 bis 1920 war Pilder Leiter der neu errichteten Filiale Bukarest der Dresdner Bank. Anschließend war er von 1920 bis 1921 interimistisch im Reichswirtschaftsministerium in Berlin tätig.
Von 1921 bis 1930 war Pilder Mitleiter der Hamburger Niederlassung der Dresdner Bank. Während dieser Jahre war zugleich Abgeordneter der DDP in der Hamburger Bürgerschaft. Der Wirtschaftsführer von 1929 verzeichnet Pilder für diese Zeit neben seiner Tätigkeit für die Dresdner Bank auch als Vorsitzenden des Aufsichtsrates der Hamburger Baukasse AG, der Hanseatischen Kreditanstalt für Verkehrsmittel AG und der Aktiengesellschaft für gemeinnützige Kleinwohnungsbau, sowie als Mitglied des Aufsichtsrates der Deutschen Maizena-Geschäfts AG, der "Janus Hamburger Versicherungs AG, Vereinigten Deutschen Zuckerfabriken AG, der Vereinigten Jute-Spinnereien und Webereien AG, der Hamburger Wasserwerke G.m.b.H. der Baugesellschaft norddeutschland m.b.H., der Geschäftshaus Altstadt AG in Hamburg sowie als Mitglied des Aufsichtsrates der Reemtsma AG Altona-Bahrenfeld.
Seit 1930 wurde Pilder in der Auslandsabteilung der Berliner Zentrale der Bank verwendet. Im September 1931 wurde er als stellvertretendes Vorstandsmitglied in den Vorstand der Dresdner Bank aufgenommen.

### NS-Zeit
Nachdem Pilder knapp zehn Jahre lang, von September 1931 bis Juli 1941, stellvertretendes Vorstandsmitglied der Dresdner Bank gewesen war, rückte er im Juli 1941 zum ordentlichen Vorstandsmitglied der Bank auf. Seit 1938 gehörte Pilder zudem dem Aufsichtsrat der Länderbank Wien an und amtierte als Vertreter der Dresdner Bank als stellvertretender Vorsitzender im Verwaltungsrat dieser Bank. Im Juli 1941 wurde Pilder ordentliches Vorstandsmitglied der Dresdner Bank. Nach einer Intervention des Reichswirtschaftsministeriums beschloss der Aufsichtsrat der Dresdner Bank im Oktober 1943, Pilder aus dem Vorstand zu entfernen, was bei der nächsten Hauptversammlung im Frühjahr 1944 formal vollzogen wurde, hauptsächlich dank Unterstützung des Wiener Gauwirtschaftsberaters Walter Rafelsberger, dessen Feindschaft er sich als Aufsichtsratsmitglied der Länderbank Wien eingehandelt hatte. Rafelsberger erblickte in ihm den entschiedensten Gegner einer Verselbständigung der Länderbank. Ahrens sah in Pilders Ausscheiden aus dem Vorstand der Dresdner Bank einen „Beitrag zur 'Nazifizierung' des Vorstands“ der Bank.
Pilder galt bei der Dresdner Bank als Fachmann für Außenhandel. Von Goetz und Ritscher übernahm er die Zuständigkeit für das Auslandsgeschäft mit West-, Nord- und Südosteuropa. Sein Fachwissen im Außenhandel und im ausländischen Bankwesen wurde auch von Karl Rasche geschätzt, ohne dass dieser ihn in wichtige Entscheidungsprozesse einbezog. Goetz beschrieb ihn später als „alter Demokrat“ und auch als „charakterschwach“.
1934 trat Pilder, der bis 1933 Mitglied der DDP gewesen war, in die NSDAP ein. Außerdem wurde er förderndes Mitglied der SS. Nach 1945 erklärte sein Sohn, dass Pilder sich ein Reitpferd gehalten habe und vom örtlichen SS-Reitersturm zu Beitragszahlungen gezwungen worden sei.
Ein Bericht des amerikanischen Kongresses listete 1945 eine stattliche Zahl von Funktionen in der deutschen Wirtschaft auf, die Pilder in den vorangegangenen Jahren innegehabt haben soll: 
- Mitglied des Vorstandes der Deutsch-Bulgarischen Handelskammer
- Mitglied des Beirates der Deutsch-Südamerikanischen Bank in Berlin
- Stellvertretender Vorsitzender der Länderbank Wien
- Stellvertretender Vorsitzender der Societatea Banecara Roana in Bukarest
- Direktor der Allgemeinen Jugoslawischen Bankverein AG
- Direktor der Industriefinanzierungs A.G. Ost
- Vorsitzender der Norddeutschen Eisenwerke A.G. in Berlin
- Direktor der Deutschen Eisenhandel A.G. in Berlin
- Direktor der Europäischen Tanklager- und Transport A.G.
- Vorsitzender der Steirischen Magnesit Industrie A.G. in Wien
- Vorsitzender der Veitscher Magnesitwerke A.G.
- Direktor der Magnesit-Industrie A.G. in Pressburg
- Vorsitzender der Natronzellstoff- und Papierfabriken A.G. in Berlin
- Direktor der Norddeutsche Portland-Cement-Fabrik in Misburg
- Stellvertretender Vorsitzender Pittler Werkzeugmaschinenfabrik A.G. in Leipzig
- Direktor der Julius Berger Tiefbau A.G. in Berlin
- Direktor der Charlottenburger Wasser- und Industriewerke AG in Berlin
- Stellvertretender Vorsitzender der Deutschen Wollenwaren Manufaktur A.G. in Grüberg/Schlesien
- Stellvertretender Vorsitzender der Hageda A.G. in Berlin
- Stellvertretender Vorsitzender der Kopa A.G. in Berlin
- Vorsitzender der Hamburgischen Baukasse A.G.
- Direktor der Baugesellschaft Norddeutschland G.m.b.H.
- Vorsitzender der Gesellschaft für Industriebeteiligungen m.b.H.
- Direktor der Universum Film A.G.
- Vorsitzender der Treuhand-Vereinigung
- Mitglied des beratenden Ausschusses der N.F. & Ph. F: Reemtsma in Altona
- Mitglied des Rates von Rietschel & Hennenberg G.m.b.H.[5]

### Nachkriegsjahre
Am Ende des Zweiten Weltkriegs stand Pilder auf der alliierten Kriegsverbrecherliste. Er wurde kurz nach Kriegsende im September 1945 vom amerikanischen Militärgeheimdienst in Berlin verhaftet. Spätestens ab 1947 befand er sich während der Nürnberger Prozesse im Zellengefängnis des alliierten Kriegsverbrechertribunals.
Ein Bericht des amerikanischen Kongresses vom Sommer 1945 beschrieb Pilder als einen Mann, „der dem Vernehmen nach ein Opportunist ist, der sich jeder Partei anschließt, die Erfolg verspricht, ein Mann von ausgesprochenem Ehrgeiz“ („reported to be an opportunist, who will join any party which promises success, and a man of decided ambition.“).
Im Oktober 1947 wurde Pilder aus der Haft entlassen. Ein Spruchkammerverfahren gegen Pilder im Rahmen der Entnazifizierung wurde im Januar 1948 durch Beschluss der Spruchkammer Leonberg eingestellt.
Die Gründe, weshalb Pilder nach seiner Entlassung keinen Posten in einem der Nachfolgeinstitute der Dresdner Bank anvertraut bekam, sind den Quellen, so Ahrens, nicht zu entnehmen. Formell war er Anfang 1944 in den Ruhestand getreten, erhielt seine Bezüge bis Ende 1947 weiter gezahlt um dann von der Bank freiwillige Abschläge auf seine wegen der unklaren Rechtslage der Berliner Großbanken schwebenden Pensionsansprüche gezahlt zu bekommen. Er zog sich in den späten 1940er Jahren jedoch nicht völlig in den Ruhestand zurück, sondern war in einer nicht genau nachvollziehbaren Weise für das Frankfurter Privatbankhaus Bass & Hertz tätig. Außerdem trat er in völligem Einvernehmen mit der Dresdner Bank als Deutschlandrepräsentant der Österreichischen Länderbank, der ehemaligen Dresdner-Bank-Tochter Länderbank Wien bei deren Bemühungen um die Freigabe von von den Amerikanern blockierter Depotposten bei der Dresdner Bank auf. 1949 wurde Pilder außerdem der deutsche Repräsentant der Türkiye Is Bankasi und organisierte gleichzeitig die Interessensvertretung der Dresdner Bank in drei Restitutionsklagen wegen französischer Aktienpakete, die die Bank während der Kriegsjahre erworben hatte: Ein Pariser Gericht hatte den Erwerb dieser Aktienpakete, der unter Besatzungsbedingungen erfolgt war, als Plünderei bewertet und für nichtig erklärt. Pilder versuchte den Nachweis zu erbringen, dass die Pakete seinerzeit in einer Weise erworben worden seien, die „vorbildlich anständige Kaufgeschäfte“ dargestellt hätten. Die Bank gab diese Pakete schließlich Ende der 1950er Jahre verloren.
Pilder starb 1950 an den Folgen eines Autounfalls.

## Archivarische Überlieferung
Pilders Spruchkammerakte hat sich im Staatsarchiv Ludwigsburg erhalten. Im Bundesarchiv Berlin werden eine Akte des Reichssicherheitshauptamtes, die nach 1945 in die Sammlung des Ministeriums für Staatssicherheit gelangt war (R 58/9618), sowie eine Akte mit Parteikorrespondenz der NSDAP zu Pilder verwahrt (R 9361-II/810828).

## Familie
Pilder war verheiratet mit Gretchen Behles, einer Tochter des Kaufmanns Eugen Behles, mit der er mehrere Kinder hatte.